# Sankt Martin an der Raab
Sankt Martin an der Raab (em húngaro:  Rábaszentmárton, em esloveno:  Sveti Martin pri Rabi) é um município da Áustria localizado no distrito de Jennersdorf, no estado de Burgenland.